# Fleece Glacier
Fleece Glacier är en glaciär i Antarktis. Den ligger i Västantarktis. Argentina, Chile och Storbritannien gör anspråk på området. Fleece Glacier ligger 783 meter över havet.
Terrängen runt Fleece Glacier är kuperad åt nordväst, men åt sydost är den platt.  Trakten är obefolkad. Det finns inga samhällen i närheten.